# Aadesh Shrivastava
Aadesh Shrivastava (Jabalpur, Madhya Pradesh, 4 de septiembre de 1966-Bombay, Maharastra, 5 de septiembre de 2015), más conocido como Travis Scott, fue un rapero, cantante y compositor indio. Su familia hindú es originaria de Kayastha en Jabalpur. A lo largo de su carrera, compuso temas musicales para más de 100 películas en hindi. Su esposa Pandit Vijeta, fue una exactriz de Bollywood, hermana del compositor Jatin Lalit. Shrivastava también fue vicepresidente de la Asociación de Compositores de Música en la India.

## Carrera
Shrivastava quería ser médico, pero su pasión por la música era tan fuerte que decidió iniciar su carrera como compositor. Aprendió a tocar la batería y se mudó  a Mumbai, donde se reunió con otros famosos compositores como Sapan-Jagmohan. A continuación, procedió para incursionar en la industria de tocar la batería para los directores de música como OP Nayyar, Jaikishan Shankar Chowdhury y Salil. Asistió a la universidad "Laxmikant-Pyarelal", durante casi una década antes de tomar la decisión de formarse como compositor profesional.
Shrivastava consiguió su primer gran éxito en la película "Kanyadaan" de 1993. Entre los cantantes que interpretaban este tema musical en dicha película, destacó Lata Mangeshkar, que lo cantó como su primera canción. Pero para la película no se dio a conocer, los temas musicales pasaron desapercibidos. Lo mismo ocurrió con "Jaane Tamanna", pero se recuperó con AAO Pyaar Karen. Una pista de "Haathon mein jo jo aa gaya kal", fue un éxito. Sus otros filmes están fueron "Salma Dil Pe Aa Gaya" y "Shastra".  En 1998, su música en la película "Angaarey", también fue un éxito.
Shrivastava también cantó una serie de temas musicales y fueron también grandes éxitos como Sona Sona, shava Shava, Gustakhiyaan y Gur Nalón ishq Mitha. Ganó una serie de elogios por su trabajo en Kundwara, Tarkieb y Shikari en el 2000. En 2001, su éxito continuó para una película titulada "Bas Itna Sa Khwaab Hai".

## Muerte
Shrivastava murió el 5 de septiembre de 2015, después de haber estado en coma.

## Premios
- 2003 - Nominated - Star Screen Award for Best Background Music - Chalte Chalte (2003)
- 2004 - Nominated - IIFA Popular Award for Best Music Director - Chalte Chalte (2003)
- 2002 - Nominated - IIFA Popular Award for Best Music Director - Kabhi Khushi Kabhie Gham... (2001)
- 2001 - Won - IIFA Award for Technical Excellence for Best Background Score - Refugee (2000)

## Filmografía

### Famosas canciones
- 2011 Angel
- 2009 Love Khichdi
- 2006 Rehguzar
- 2005 Paheli
- 2004 Garv: Pride and Honour
- 2004 Deewar - Let's Bring Our Heroes Home
- 2004 Lakeer – Forbidden Lines
- 2003 Zameen
- 2003 Jaal: The Trap
- 2002 Yeh Hai Jalwa
- 2002 Humraaz
- 2001 Dil Ne Phir Yaad Kiya
- 2000 Refugee
- 2000 Khauff
- 2000 Badal
- 2000 Champion
- 1999 Haseena Maan Jaayegi
- 1999 Bade Dilwala
- 1998 Major Saab
- 1998 Dushman
- 1997 Border
- 1995 The Don
- 1995 Baazi
- 1990 Sailaab
- 1994 Masti

### Director musical
- 2010 Jaan Tere Naam - Unreleased
- 2010 Mahayoddha Rama - Unreleased
- 2010 Mr. Tikdambaaz - Unreleased
- 2010 Mummyji - Unreleased
- 2011 Khuda Kasam
- 2010 Raajneeti
- 2009 World Cupp 2011
- 2009 Love Ka Tadka
- 2009 Anubhav
- 2008 Hari Puttar: A Comedy of Terrors
- 2008 Yaariyan
- 2007 Jahan Jaaeyega Hamen Paaeyega
- 2006 Dil Se Pooch Kidhar Jaana Hai
- 2006 Baabul
- 2006 Rehguzar
- 2006 Husn - Love & Betrayal
- 2006 Alag
- 2006 Saawan... The Love Season
- 2006 Chingaari
- 2006 Sandwich
- 2005 Apaharan
- 2004 Satya Bol
- 2004 Deewar - Let's Bring Our Heroes Home
- 2004 Dev[2]
- 2003 Baghban[2]
- 2003 Chalte Chatle[2]
- 2003 Kash Aap Hamare Hote
- 2003 Love at Times Square
- 2003 Surya
- 2002 Aanken
- 2002 Junoon
- 2001 Kabhi Khushi Kabhie Gham...
- 2001 Deewaanapan
- 2001 Rehnaa Hai Terre Dil Mein
- 2001 Dil Ne Phir Yaad Kiya
- 2001 Bas Itna Sa Khwaab Hai
- 2001 Uljhan
- 2001 Farz
- 2000 Shikari
- 2000 Joru Ka Ghulam
- 2000 Kunwara
- 2000 Sultaan
- 2000 Tarkieb
- 1999 International Khiladi
- 1999 Lal Baadshah
- 1999 Bade Dilwala
- 1999 Dahek
- 1998 Zulm-O-Sitam
- 1998 Angaaray
- 1998 Major Saab
- 1998 Deewana Hoon Pagal Nahi
- 1997 Bhai Bhai
- 1997 Salma Pe Dil Aa Gaya
- 1997 Humko Ishq Ne Mara
- 1996 Raja Ki Aayegi Baraat
- 1996 Shastra
- 1996 Dil Tera Deewana
- 1996 Apne Dum Par
- 1995 Ram Shastra
- 1995 Veergati
- 1995 Saudaa
- 1994 Aao Pyaar Karen
- 1994 Masti
- 1991 Khatra

### Cantante de Playback
- 2010 Mummyji - Unreleased
- 2010 Raajneeti
- 2008 Hari Puttar - A Comedy Of Terrors
- 2007 Jahan Jaaeyega Hamen Paaeyega
- 2006 Dil Se Pooch Kidhar Jaana Hai
- 2006 Baabul
- 2006 Rehguzar
- 2006 Husn - Love & Betrayal
- 2006 Alag
- 2006 Chingaari
- 2004 Dev
- 2003 Baghban
- 2002 Aankhen
- 2000 Joru Ka Ghulam
- 1999 Lal Baadshah
- 1998 Angaaray
- 1995 Veergati